# Louis Foster
Louis Foster (Odiham, 27 luglio 2003) è un pilota automobilistico britannico, vincitore della Indy Pro 2000 nel 2022 e della Indy NXT nel 2024.

## Carriera

### Gli Inizi
Figlio del ex pilota GT, Nick Foster, Louis debutta in monoposto nel 2017 al età di 14 anni. Già l'anno seguente ottiene ottimi risultati arrivando secondo nel campionato Ginetta Junior. Nel 2019 chiude terzo nella Formula 4 Britannica dietro a Zane Maloney e Sebastián Álvarez. Nel 2020 passa alla BRDC British F3, anche in questa competizione si dimostra molto competitivo, vince tre gare e chiude terzo in classifica finale dietro a Kaylen Frederick e Kush Maini.

### Euroformula Open

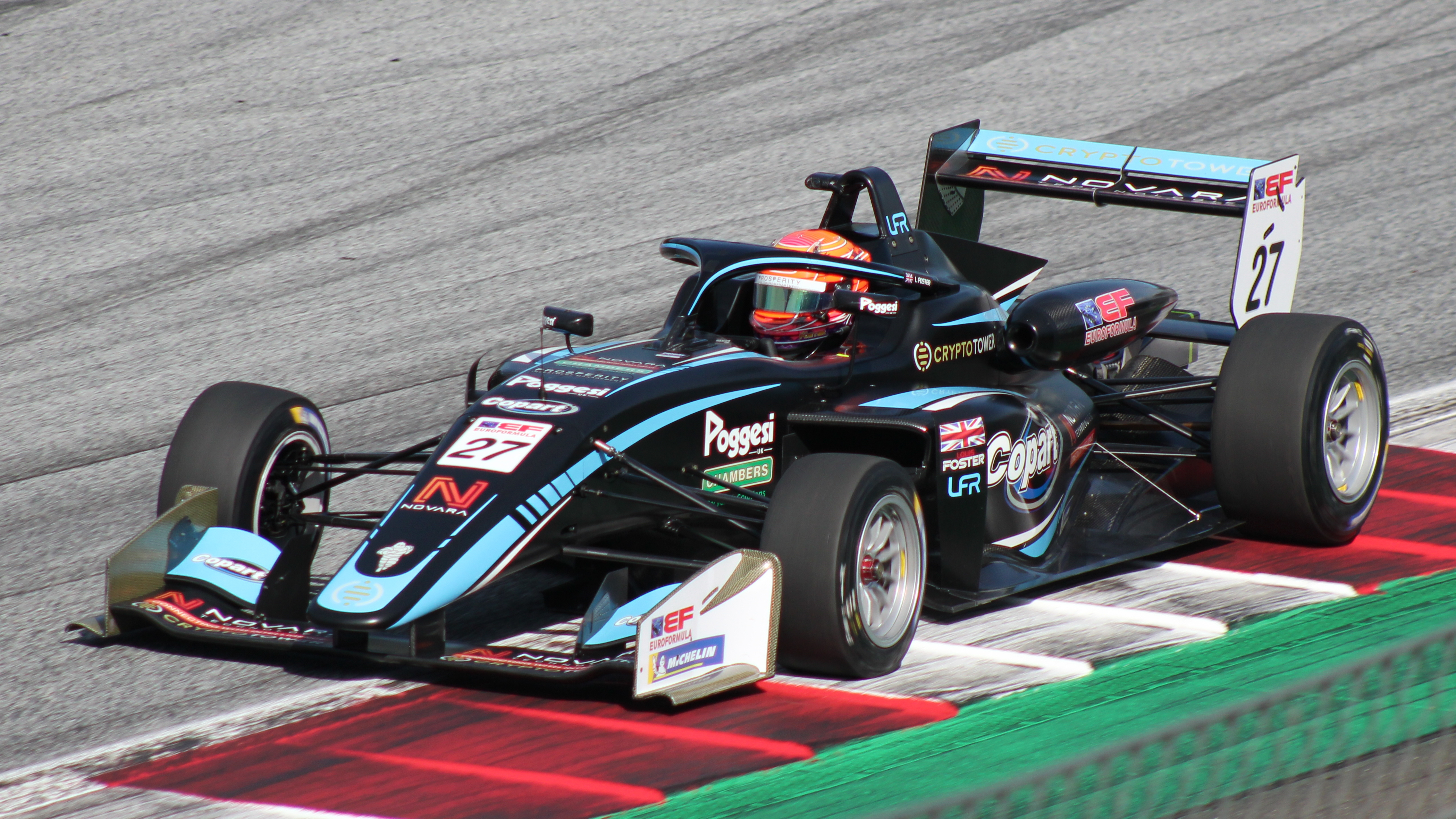
Louis Foster nel 2021 durante il campionato Euroformula Open

Nel 2020 oltre a correre nel Campionato GB3 partecipa agli ultimi due round della Euroformula Open, Foster con il team britannico Double R Racing ottiene una vittoria sul Circuito di Spa-Francorchamps e un secondo posto a Barcellona dietro al campione della serie, Ye Yifei. L'anno seguente partecipa a tempo pieno alla stagione 2021 del Euroformula Open con il  team CryptoTower Racing. La stagione è molto positiva, vince tre gare a Spa-Francorchamps e nel resto della stagione ottiene altri dieci podi. Foster chiude al secondo posto in classifica dietro a Cameron Das. Grazie il buon risultato nella serie viene scelto tra i quattro finalisti per Aston Martin Autosport BRDC Award.

### Road to Indy
Nel 2022 lascia l'Europa per correre nel Campionato Indy Pro 2000, serie propedeutica della IndyCar. Si unisce al team Exclusive Autosport, ottiene sette vittorie che lo portano a vincere il campionato con 61 punti di vantaggio sul secondo, Reece Gold. Come l'anno precedente viene scelto tra i finalisti per Aston Martin Autosport BRDC Award.
Nel gennaio del 2023 prendere parte ai tre round conclusivi della Formula Regional Oceania con il team Giles Motorsport. Nel resto del anno, grazie alla sua ottima stagione nella Indy Pro 2000 Foster viene ingaggiato dal team Andretti Autosport per la stagione 2023 del Indy NXT. Nella serie propedeutica della IndyCar ottiene due vittorie, la prima a Mid-Ohio davanti a Kyffin Simpson e la seconda a Portland davanti a Nolan Siegel. Nel resto della stagione, oltre alle vittorie, colleziona quattro Pole position, due giri veloci e altri quattro podi, risultati che portano Foster al quarto posto in classifica assoluta e al secondo tra i Rookie dietro Nolan Siegel.
Per la stagione seguente viene confermato dal team Andretti Global. Nella prima gara stagionale a St. Petersburg ottiene il podio arrivando terzo, mentre ad Indianapolis ottiene la sua terza vittoria nella serie davanti a Jacob Abel. Foster si ripete subito a Detroit vincendo davanti al brasiliano, Caio Collet. Ottiene poi il secondo a Road America dietro Jamie Chadwick e una doppia vittoria a Laguna Seca. A Mid-Ohio ottiene il secondo posto dietro al brasiliano Caio Collet, mentre nelle due gare ovali successive ottiene due vittorie. Con un'altra vittoria dominante a Milwaukee, Foster si laurea campione della serie con una gara d'anticipo. 

### IndyCar
Nel 2025 passa alla IndyCar Series correndo per il team Rahal Letterman Lanigan Racing.

## Risultati

### Riassunto della carriera
| Stagione | Serie                        | Team                | Gare | Vittorie | Pole | G/v | Podi | Punti | Pos. |
| -------- | ---------------------------- | ------------------- | ---- | -------- | ---- | --- | ---- | ----- | ---- |
| 2017     | Ginetta Junior               | Elite Motorsport    | 9    | 0        | 0    | 0   | 0    | 75    | 19°  |
| 2017     | Ginetta Junior Winter Series | Elite Motorsport    | 4    | 0        | 0    | 0   | 0    | 76    | 6°   |
| 2018     | Ginetta Junior               | Elite Motorsport    | 26   | 9        | 4    | 2   | 19   | 671   | 2°   |
| 2019     | Formula 4 Britannica         | Double R Racing     | 30   | 6        | 5    | 9   | 13   | 353   | 3°   |
| 2019–20  | MRF Challenge Formula 2000   | MRF Racing          | 6    | 1        | 0    | 2   | 2    | 79    | 10°  |
| 2020     | BRDC British Formula 3       | Double R Racing     | 24   | 3        | 4    | 1   | 6    | 396   | 3°   |
| 2020     | Euroformula Open             | Double R Racing     | 7    | 1        | 0    | 0   | 2    | 57    | 12°  |
| 2021     | Euroformula Open             | CryptoTower Racing  | 24   | 3        | 2    | 4   | 13   | 315   | 2°   |
| 2022     | Indy Pro 2000                | Exclusive Autosport | 18   | 7        | 5    | 10  | 12   | 451   | 1°   |
| 2023     | Formula Regional Oceania     | Giles Motorsport    | 9    | 1        | 0    | 4   | 4    | 147   | 12°  |
| 2023     | Indy NXT                     | Andretti Autosport  | 14   | 2        | 4    | 2   | 6    | 410   | 4°   |
| 2024     | Indy NXT                     | Andretti Autosport  | 14   | 8        | 7    | 7   | 12   | 639   | 1°   |

* Stagione in corso.

### Risultati in Euroformula
(legenda) (Le gare in grassetto indicano la pole position) (Le gare in corsivo indicano Gpv)
| Stagione | Team               | 1   | 2   | 3   | 4   | 5   | 6   | 7   | 8   | 9   | 10  | 11  | 12  | 13  | 14  | 15  | 16  | 17  | 18  | 19  | 20  | 21  | 22  | 23  | 24  | Punti | Pos. |
| -------- | ------------------ | --- | --- | --- | --- | --- | --- | --- | --- | --- | --- | --- | --- | --- | --- | --- | --- | --- | --- | --- | --- | --- | --- | --- | --- | ----- | ---- |
| 2020     | Doppia R Racing    | HUN | HUN | LEC | LEC | RBR | RBR | MNZ | MNZ | MNZ | MUG | MUG | SPA | SPA | SPA | CAT | CAT | CAT | CAT |     |     |     |     |     |     | 57    | 12°  |
| 2020     | Doppia R Racing    |     |     |     |     |     |     |     |     |     |     |     | 7   | 1   | Rit | 8   | 8   | 2   | Rit |     |     |     |     |     |     | 57    | 12°  |
| 2021     | CryptoTower Racing | POR | POR | POR | LEC | LEC | LEC | SPA | SPA | SPA | HUN | HUN | HUN | IMO | IMO | IMO | RBR | RBR | RBR | MNZ | MNZ | MNZ | CAT | CAT | CAT | 315   | 2°   |
| 2021     | CryptoTower Racing | 2   | NC  | 2   | 3   | 2   | 6   | 1   | 1   | 1   | 7   | 4   | 6   | 2   | 5   | 4   | 2   | 3   | 3   | Rit | 14  | Rit | 5   | 2   | 3   | 315   | 2°   |

### Risultati in Formula Regional Oceania
(legenda) (Le gare in grassetto indicano la pole position) (Le gare in corsivo indicano Gpv)
| Stagione | Team             | 1   | 2   | 3   | 4   | 5   | 6   | 7   | 8   | 9   | 10  | 11  | 12  | 13  | 14  | 15  | Punti | Pos. |
| -------- | ---------------- | --- | --- | --- | --- | --- | --- | --- | --- | --- | --- | --- | --- | --- | --- | --- | ----- | ---- |
| 2023     | Giles Motorsport | HMP | HMP | HMP | TER | TER | TER | MAN | MAN | MAN | HDM | HDM | HDM | TAU | TAU | TAU | 147   | 12°  |
| 2023     | Giles Motorsport |     |     |     |     |     |     | 1   | 2   | 13  | Rit | 8   | 2   | 2   | 7   | 15  | 147   | 12°  |

### Risultati in Indy NXT
(legenda) (Le gare in grassetto indicano la pole position) (Le gare in corsivo indicano Gpv)
| Stagione | Team               | 1   | 2   | 3   | 4   | 5   | 6   | 7   | 8   | 9   | 10  | 11  | 12  | 13  | 14  | Punti | Pos. |
| -------- | ------------------ | --- | --- | --- | --- | --- | --- | --- | --- | --- | --- | --- | --- | --- | --- | ----- | ---- |
| 2023     | Andretti Autosport | STP | ALA | IMS | DET | DET | ROA | MOH | IOW | NSH | IMS | GAT | POR | LAG | LAG | 410   | 4°   |
| 2023     | Andretti Autosport | 14L | 14  | 2   | 19  | 3L  | 6   | 1L  | 7   | 6   | 17  | 2   | 1L* | 18  | 3   | 410   | 4°   |
| 2024     | Andretti Global    | STP | ALA | IMS | IMS | DET | ROA | LAG | LAG | MOH | IOW | GAT | POR | MIL | NSH | 639   | 1°   |
| 2024     | Andretti Global    | 3   | 5   | 7   | 1L  | 1L* | 2   | 1L* | 1L* | 2   | 1L  | 1L* | 2L  | 1L* | 1L* | 639   | 1°   |

### Risultati in IndyCar Series
| Anno | Squadra                        | Telaio       | Motore | 1      | 2      | 3      | 4      | 5      | 6    | 7   | 8   | 9   | 10  | 11  | 12  | 13  | 14  | 15  | 16  | 17  | Punti | Pos. |
| ---- | ------------------------------ | ------------ | ------ | ------ | ------ | ------ | ------ | ------ | ---- | --- | --- | --- | --- | --- | --- | --- | --- | --- | --- | --- | ----- | ---- |
| 2025 | Rahal Letterman Lanigan Racing | Dallara DW12 | Honda  | STP 27 | THE 24 | LBH 16 | ALA 26 | IMS 11 | INDY | DET | GAT | ROA | MDO | IOW | IOW | TOR | LAG | POR | MIL | NSH | 49*   |      |

* Stagione in corso.